# سیارک ۹۰۴

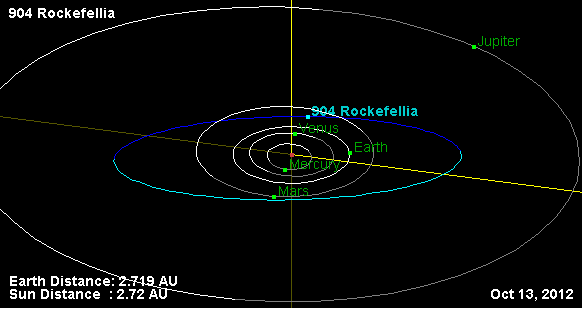
نمایی از محل قرارگیری سیارک ۹۰۴ در مدار – ۲۰۱۲

سیارک ۹۰۴ (به انگلیسی: 904 Rockefellia، نامگذاری:1918EO) نهصد و چهارمین سیارک کشف شده‌است که در ۲۹ اکتبر ۱۹۱۸ و در هایدلبرگ کشف شد.
قدر مطلق سیارک برابر ۹٫۹۰ است.